# Bosque Ashley
Ashley Forest es un bosque y un área estadística en el distrito Hurunui de la región de Canterbury en la costa este de la Isla Sur de Nueva Zelanda. Se encuentra al norte del río Ashley/Rakahuri y al noreste del río Okuku.
El bosque fue plantado a partir de 1939. Está gestionado por Rayonier Matariki y solo es accesible al público con un permiso.
Ashley Forest Village es un pequeño asentamiento en el extremo sur del bosque.

## Demografía
El área estadística de Ashley Forest cubre 340,57 km² (131,5 mi²). Tenía una población estimada de 790 en junio de 2023, con una densidad de población de 2,3 personas por km2.
Ashley Forest tenía una población de 669 en el censo de Nueva Zelanda de 2018, un aumento de 27 personas (4,2%) desde el censo de 2013 y un aumento de 147 personas (28,2%) desde el censo de 2006. Había 234 hogares, integrados por 348 hombres y 324 mujeres, lo que arroja una proporción de sexos de 1,07 hombres por mujer. La mediana de edad fue de 44,8 años (en comparación con 37,4 años a nivel nacional), con 138 personas (20,6%) menores de 15 años, 105 (15,7%) de 15 a 29 años, 327 (48,9%) de 30 a 64 años y 102 (15,2 %) de 65 años o más.
Las etnias eran 97,3% europeas/ pakehā, 7,6% maoríes, 0,4% pasifika, 1,3% asiáticas y 0,4% de otras etnias. Las personas pueden identificarse con más de una etnia.
El porcentaje de personas nacidas en el extranjero fue del 13,5%, frente al 27,1% a nivel nacional.
Aunque algunas personas optaron por no responder a la pregunta del censo sobre la afiliación religiosa, el 51,6% no tenía religión, el 37,7% era cristiana, el 0,4% era budista y el 1,3% tenía otras religiones.
De los que tenían al menos 15 años, 114 (21,5%) personas tenían una licenciatura o título superior, y 75 (14,1%) personas no tenían ninguna titulación formal. El ingreso medio era de 36.400 dólares, en comparación con 31.800 dólares a nivel nacional. 105 personas (19,8%) ganaron más de 70.000 dólares en comparación con el 17,2% a nivel nacional. La situación laboral de los que tenían al menos 15 años era que 297 (55,9%) personas estaban empleadas a tiempo completo, 96 (18,1%) a tiempo parcial y 21 (4,0%) estaban desempleadas.